# Yppah
Joe Corrales Jr, également connu sous le pseudo Yppah (prononcé "Yippah") est un musicien de rock électronique. Il est actuellement[Quand ?] sous contrat avec Ninja Tune et réside à Long Beach, en Californie.

## Biographie

### Jeunesse
Corrales a commencé à jouer de la guitare et de la guitare basse dans plusieurs groupes de rock quand il était au collège, puis s'est davantage impliqué dans la musique électronique et à l'activité de dj. Il a très tôt participé à la création d'applications composites, et faisait partie d'un groupe de dj appelé The Truth (la vérité). Yppah est influencé par le courant musical shoegazing, et divers courants de musique électronique, ainsi que la musique psychédélique, ou encore le rock, comme en témoigne sa musique[style à revoir] avec un usage intensif de réverbérations, d'effets divers, et de l'électronique.

### You Are Beautiful At All Times (album)
Son premier album, intitulé You Are Beautiful at All Times (en), a été publié en 2006 sous contrat avec le label Ninja Tune. Le single "Again With The Subtitles" est sorti juste avant l'album, et est en vedette dans le film, Las Vegas 21. "It's Not The Same", une chanson de l'album, a été utilisé dans une bande annonce pour le jeu vidéo Alone in the Dark (jeu vidéo, 2008), ainsi que pour l'épisode "Last Resort" de la série Dr House. De même pour la chanson "In Two, the Weakly", qui est utilisée dans l'épisode "Ending Happy" de la série Les Experts (série télévisée).

### They Know What Ghost Know (album)
L'album They Know What Ghost Know sort le 18 mai 2009, au Royaume-Uni, au Japon et en Australie. Date de sortie américaine étant le 23 juin 2009. Remarqué dès sa sortie par des critiques positives, l'album a un son shoegazing et psychédélique plus prononcé avec une instrumentation plus « luxuriante »[Quoi ?]. L'album navigue dans de nombreux genres, de plus le NME (journal hebdomadaire musical influent) l'associe à d'autres albums références de DJ tandis que d'autres auteurs se référent à lui comme « big beat »[pas clair].

### Eighty One (album)
Eighty One publié le 4 février 2012 au Japon et le 2 avril 2012 dans le monde entier, est acclamé par la critique. Eighty One est l'album de Yppah ayant rencontré le plus grand succès à ce jour, avec les singles "Film Burn" (avec Anomie Belle (en)) et "D Song" (avec Anomie Belle) passant sur les stations de radio à travers l'Amérique du Nord et le Japon. Avec Eighty One, Yppah fait de nombreuses apparitions public avec l'artiste de Seattle, Anomie Belle, que Corrales a rencontrés quand les deux artistes ont joué ensemble en tournée avec Bonobo. Anomie Belle a également joué avec Yppah pendant ses concerts, jouant de la guitare, du violon, de la boîte à rythmes et des chants à l'appui de l'album.

## Discographie

### Albums
- You Are Beautiful At All Times (CD, Album) Ninja Tune 2006
- The Know What Ghost Know (CD, MP3 faisceau) Ninja Tune 2009
- Eighty One (CD, Album) Ninja Tune 2012
- Tiny Pause (CD, Album) Ninja Tune 2015

### Singles
- "Again With Subtiltles" (CD, Single, Promo) Ninja Tune 2006
- "D. Song (feat Anomie Belle)" (CD, Single, Promo) Ninja Tune 2012
- "Film Burn (feat Anomie Belle)" (CD, Single, Promo) Ninja Tune 2012

### Remixes
- Harvest Dance (CD, Maxi) Vendanges Dance (Yppah R. .. Beat Records 2007
- Heavyweight Gringos (CD, Album) Coisa Do Gringo (Yppah. .. Ninja Tune 2008

### Production
- Babel Fishh - The Use Of (CD, Album) Not On Label 2005
- Best Friends (CDR, Comp, Ltd) A Photo Of A Photograph Happy End Music 2006
- Heavyweight Gringos (CD, Album) Coisa Do Gringo (Yppah. .. Ninja Tune 2008

### Apparitions
- Heavyweight Gringos (CD, Album) Coisa Do Gringo (Yppah. .. Ninja Tune 2008

### A participé à
- Best Friends (CDR, Comp, Ltd) Again With The Subtitles Happy End 2006
- Ninja Tune - You Don't Know Us - A New Selection From Ninja Tune (CD, Promo) Again With The Subtitles Ninja Tune 2006
- Zentertainment 2006 (CD) Again With The Subtitles Ninja Tune 2006
- You Don't Know Ninja Cuts DJ Food's 1000 Mask Mix (CD, mixte) Again With The Subtitles Ninja Tune 2008
- You Don't Know Ninja Cuts DJ Food's 1000 Mask Mix (Fichier, MP3) Again With The Subtitles Ninja Tune 2008
- You Don't Know : Cuts Ninja (3xCD, promo, album, Comp) Again With The Subtitles Ninja Tune 2008
- You Don't Know : Cuts Ninja (3xCD, album) Again With The Subtitles Ninja Tune 2008